# Jusif Jaber
Jusif Jaber Naser Jaber Al-Hammadi (ur. 25 lutego 1985) – emiracki piłkarz występujący na pozycji obrońcy w drużynie Baniyas SC.

## Kariera piłkarska
Jusif Jaber jest wychowankiem klubu Baniyas SC. W 2007 przeszedł do innego emirackiego zespołu Al-Ahli. Przed sezonem 2010/2011 powrócił do drużyny Baniyas.
Jusif Jaber w 2007 zadebiutował w reprezentacji Zjednoczonych Emiratów Arabskich. W 2011 został powołany do kadry na Puchar Azji rozgrywany w Katarze. Jego drużyna zajęła ostatnie miejsce w grupie i nie awansowała do dalszej fazy.